# ゴクエン区
ゴクエン区（ゴクエンく、ベトナム語：Quận Ngô Quyền / 郡吳權）は、ベトナム社会主義共和国のハイフォン市に存在する区 (郡)。面積は11 km²、人口は212,413人（2018年）である。区名は呉朝を建国した呉権（ゴ・クエン）に由来する。

## 行政
ゴクエン区は13の坊を管轄している。
- カウダット（Cầu Đất / 梂坦）
- カウチェ（Cầu Tre / 梂椥）
- ダンザン（Đằng Giang / 藤江）
- ドンケー（Đông Khê / 東溪）
- ドンクオックビン（Đổng Quốc Bình / 董国平）
- ザーヴィエン（Gia Viên / 家園）
- ラックチャイ（Lạch Tray / 瀝齋）
- ラックヴィエン（Lạc Viên / 樂園）
- レロイ（Lê Lợi / 黎利）
- ルオンカインティエン（Lương Khánh Thiện / 梁慶善）
- マイチャイ（Máy Chai / 邁寨）
- マイトー（Máy Tơ / 邁絲）
- ヴァンミー（Vạn Mỹ / 万美）